# USA High
USA High (1997–1999) – amerykański serial komediowy wyprodukowany przez Peter Engel Productions.
Jego światowa premiera odbyła się 4 sierpnia 1997 roku na kanale USA Network i był emitowany do 10 czerwca 1999 roku. W Polsce serial nadawany był dawniej w telewizji TVN.

## Opis fabuły
Serial opowiada o losach sześciu przyjaciół uczęszczających do American Academy w Paryżu we Francji.

## Obsada
- Josh Holland jako Jackson Greene
- Elena Lyons jako Lauren Fontaine
- Thomas Magiar jako Christian Mueller
- Marquita Terry jako Winnie Barnes
- James Madio jako Bobby Lazzarini (seria I)
- Kristen Miller jako Ashley Elliot
- Angela Visser jako panna Gabrielle Dupree
- Nicholas Guest jako Patrick Elliot
- William James Jones jako Dwane "Excess" Wilson (seria II)